# Bilanzrechtsmodernisierungsgesetz
Das Gesetz zur Modernisierung des Bilanzrechts (Bilanzrechtsmodernisierungsgesetz, BilMoG) ist ein deutsches Artikelgesetz zur Reform des Bilanzrechts.

## Inhalt

### Deregulierung und Kostensenkung
Ein Schwerpunkt der Reform liegt in der Deregulierung und Kostensenkung zugunsten kleiner und mittlerer Unternehmen. Hierzu werden Einzelkaufleute von der handelsrechtlichen Buchführungspflicht befreit, wenn sie nur einen kleinen Geschäftsbetrieb unterhalten. Dies soll dann der Fall sein, wenn sie 600.000 Euro Umsatz und 60.000 Euro Gewinn an zwei aufeinander folgenden Geschäftsjahren nicht überschreiten. § 141 (1) S. 1 AO Im Fall der Neugründung tritt die Befreiung bereits dann ein, wenn die Werte am ersten Abschlussstichtag nach der Neugründung nicht überschritten werden. Sofern keine handelsrechtliche Buchführungspflicht gemäß § 241a HGB besteht, die Kriterien des § 141 AO aber überschritten werden, ist eine eigenständige Steuerbilanz aufzustellen. Sofern die Grenzen des § 141 AO nicht überschritten werden, ist eine Einnahmenüberschussrechnung ausreichend. Darüber hinaus wurden die Schwellenwerte des § 267 HGB, der die Einteilung von Kapitalgesellschaften in die drei Größenklassen klein, mittelgroß und groß vornimmt, für die Bilanzsumme und die Umsatzerlöse um 20 % angehoben. Die Größenklassen bestimmen unter anderem den Umfang der Informationspflichten der Unternehmen. Sie wirken sich außerdem auf die gesetzliche Prüfungspflicht aus, da kleine Kapitalgesellschaften nicht prüfungspflichtig sind (Anlehnung an internationale Rechnungslegungsstandards).

### Verbesserung der Aussagekraft des Jahresabschlusses
Außerdem soll durch das BilMoG die Aussagekraft des handelsrechtlichen Jahresabschlusses verbessert werden. Wie der Gesetzesbegründung zu entnehmen ist, erfolgt das durch eine Annäherung an die Bilanzierungsregeln nach International Financial Reporting Standards (IFRS), wobei aber insgesamt ein überschaubares eigenes Regelwerk beibehalten werden soll. Wesentliche Änderungen sind:
- Einführung eines Ansatzwahlrechts für selbst geschaffene immaterielle Vermögensgegenstände des Anlagevermögens  (u. a. Patente, Know-how), sofern sich die Herstellungskosten auf die Entwicklungsphase beziehen (§ 248 HGB und § 255 HGB).
- Veränderte Bewertung von Rückstellungen (insbesondere Pensionsrückstellungen).
- Verbot für Bildung von bestimmten Aufwandsrückstellungen.
- Aktivierungspflicht eines entgeltlich erworbenen Geschäfts- oder Firmenwertes (engl. Goodwill) im Einzelabschluss.
- Anpassung der Herstellungskosten an die international üblichen produktionsbezogenen Vollkosten.
- Veränderte Vorschriften zur Währungsumrechnung.
- Neukonzeption der Abgrenzung latenter Steuern.
- Einbeziehungspflicht für Zweckgesellschaften in den Konzernabschluss und damit mehr Transparenz.
- Verpflichtende Anwendung der Neubewertungsmethode.
- Aktivierungspflicht des Goodwills im Konzernabschluss und planmäßige Abschreibung.

Neben die materiellen Änderungen treten, hinsichtlich Ansatz und Bewertung, zahlreiche neue Anhangvorschriften, die für mehr Information sorgen sollen.
Der deutsche Gesetzgeber hat sich bei der Überarbeitung des HGB in weiten Teilen sehr eng an den internationalen Regelungen, insbesondere den IFRS, orientiert.

### Umsetzung europarechtlicher Vorgaben
Schließlich soll das Bilanzrechtsmodernisierungsgesetz der Umsetzung der Richtlinie 2006/43/EG (Abschlussprüfungsrichtlinie) (in Ergänzung durch die Richtlinie 2008/30/EG) und der sogenannten Abänderungsrichtlinie (Richtlinie 2006/46/EG) dienen. Danach soll etwa bei kapitalmarktorientierten Aktiengesellschaften ein unabhängiges Mitglied des Aufsichtsrats über Sachverstand auf den Gebieten Rechnungslegung und Abschlussprüfung verfügen. Außerdem werden insbesondere die handelsrechtlichen Normen zur Abschlussprüferunabhängigkeit verändert (§ 319a HGB) und ausgeweitet (§ 319a HGB, § 319b HGB).

## Gang des Gesetzgebungsverfahrens und Inkrafttreten
Der Referentenentwurf wurde vom Bundesministerium der Justiz am 8. November 2007 der Öffentlichkeit vorgestellt. Anschließend wurde der Entwurf den beteiligten Kreisen, insbesondere den Wirtschaftsverbänden und den Regierungen der Bundesländer, zur Stellungnahme übermittelt. Die Anhebung der steuerlichen Schwellenwerte von 350.000 Euro auf 500.000 Euro (Umsatz, § 141 AO, geändert ab 26. August 2006) und von 30.000 Euro auf 50.000 Euro (Gewinn, § 141 AO, geändert ab 14. September 2007) wurde bereits vorgezogen. Am 21. Mai 2008 wurde der Regierungsentwurf vom Bundeskabinett beschlossen. Der Regierungsentwurf wurde dem Bundesrat Anfang Juli zugeleitet. Die Beratung im Bundestag begann Ende September und endete am 17. Dezember 2008 mit einer Sachverständigenanhörung im Rechtsausschuss des Bundestags. Die endgültige Verabschiedung durch den Bundestag erfolgte am 26. März 2009, die Zustimmung des Bundesrats erfolgte am 3. April 2009. Verglichen mit der Fassung des Regierungsentwurfs wurden erhebliche Veränderungen vorgenommen. So wurde die Zeitwertbewertung von Finanzinstrumenten des Handelsbestands nicht wie geplant für alle Unternehmen, sondern nur für Banken umgesetzt. Die Bilanzierung selbst erstellter Vermögensgegenstände des Anlagevermögens wurde nicht als Pflicht vorgeschrieben, sondern lediglich als Wahlrecht realisiert.
Der Deutsche Bundestag hat in seiner 214. Sitzung, am 26. März 2009, aufgrund der Beschlussempfehlung und des Berichts des Rechtsausschusses den von der Bundesregierung eingebrachten Entwurf eines Gesetzes zur Modernisierung des Bilanzrechts (Bilanzrechtsmodernisierungsgesetz – BilMoG) angenommen. Die in der Expertenrunde diskutierten Bedenken wurden aufgenommen. Das Gesetz wurde in der Sitzung am 3. April 2009 vom Bundesrat verabschiedet. Das Gesetz wurde am 28. Mai 2009 im Bundesgesetzblatt verkündet und ist am 29. Mai 2009 in Kraft getreten.

## Erstmalige Anwendung
Die erstmalige Anwendung der neuen handelsrechtlichen Bilanzierungsregelungen durch das BilMoG ist in den Artikeln 66 und 67 EGHGB geregelt:
- Die Erleichterungsvorschriften (Deregulierungen) gemäß § 241a HGB, § 242 HGB, § 267 HGB und § 293 HGB dürfen bereits auf Abschlüsse für das nach dem 31. Dezember 2007 beginnende Geschäftsjahr angewendet werden.
- Die Vorschriften zur Umsetzung von EU-rechtlichen Vorgaben sind grundsätzlich erstmals auf Abschlüsse für das nach dem 31. Dezember 2008 beginnenden Geschäftsjahr anzuwenden.
- Die Vorschriften, die den Prüfungsausschuss betreffen, sind erstmals ab dem 1. Januar 2010 anzuwenden.
- Die übrigen Vorschriften sind für Geschäftsjahre anzuwenden, die nach dem 31. Dezember 2009 beginnen. Sie können wahlweise auch für vorhergehende Geschäftsjahre, die nach dem 31. Dezember 2008 beginnen, angewendet werden. Wird von dem Wahlrecht Gebrauch gemacht, sind diese Vorschriften vollumfänglich anzuwenden. Ein sogenanntes „Normen-Picking“, d. h. die bewusste Anwendung nur einzelner (für den Bilanzierenden vorteilhafter) Regelungen ist nicht erlaubt.

Das EGHGB enthält in den Artikeln 66 und 67 zahlreiche weitere Vorschriften zum Übergang auf das neue Bilanzrecht. Hier werden den Bilanzierenden zahlreiche Wahlmöglichkeiten geschaffen, wie mit den sich noch im Jahresabschluss befindenden „Altfällen“ umzugehen ist.

## Umstellung
Mit seiner Ende November 2009 veröffentlichten Stellungnahme („IDW RS HFA 28“) zu den Übergangsregelungen des BilMoG äußert sich das Institut der Wirtschaftsprüfer (IDW) zu einer Vielzahl von Fragestellungen, die den Übergang auf das neue Bilanzrecht betreffen. Die IDW-Stellungnahme bringt in vielen Fällen Klarheit hinsichtlich einzelner, im Gesetz nicht klar geregelter Vorschriften. Sie stellt eine Hilfe für den Anwender der neuen Regelungen ab dem Jahr 2010 dar. Mit dem Übergang auf die neuen Regelungen wird der Bilanzzusammenhang durchbrochen. Gesondert müssen die Eröffnungsbilanzwerte zum 1. Januar 2010 ermittelt werden. Dabei muss er die neuen handelsrechtlichen Grundsätze beachten. Zum anderen ermöglicht ihm die Umstellung auf die Neuregelung an zahlreichen Stellen bilanzpolitischen Gestaltungsspielraum. Vor diesem Hintergrund muss der Umstellung auf das neue deutsche Bilanzrecht mehr Beachtung geschenkt
werden.